# Leszek Zbijowski
Leszek Zbijowski (ur. 9 maja 1951 w Bielsku-Białej) – polski artysta grafik, doktor habilitowany.
Jest absolwentem Akademii Sztuk Pięknych w Krakowie na Wydziale Grafiki w Katowicach. 
Pracuje jako adiunkt zakresie sztuki, jest profesorem Uniwersytetu Śląskiego w Katowicach. Zatrudniony w cieszyńskim Instytucie Sztuki UŚ, gdzie prowadzi Pracownię Grafiki Komputerowej. Prezentował swoje prace na 30 wystawach indywidualnych w Polsce, Belgii, Holandii i Niemczech oraz ponad 100 wystawach zbiorowych.
Zajmuje się grafiką warsztatową, realizując prace w technikach cyfrowych.

## Filmografia
- 1986 - Pożegnanie (Wątor E.) Opracowanie plastyczne, Dekoracje,
- 1986 - Kukułka (Wątor E.) Opracowanie plastyczne,
- 1985 - Wędrówki skrzata Opracowanie plastyczne, Dekoracje,